# Коріандр
Коріа́ндр, коля́ндра або кінза́, кіндза́ (Coriandrum sativum) — однорічна трав'яниста рослина роду коріандр родини парасолькових. Інші назви: клоповник, кішнець посівний.

## Опис
Стебло галузисте, всередині порожнисте, висотою від 30 до 60 см.
Прикореневі листки широколопатеві, довгочерешкові, серединні та верхні стеблові — глибокобагатороздільні з лінійними, дещо загостреними часточками.
Суцвіття — складний зонтик. Квітки блідо-рожеві. Крайові квітки кожного зонтика неправильні та більші. Цвіте з червня до серпня.
Плоди достигають у серпні — вересні.
Зелені частини рослини мають неприємний запах блощиць, звідки й виникла назва («коріс» — по-грецьки «блощиця»).

## Поширення та вирощування
Батьківщиною коріандру вважають Південну Азію та Малу Азію, де вирощували її за 1000 років до нашої ери.
У наші дні коріандр культивують на Північному Кавказі, в Україні в основному як ефіроолійну культуру. Також вирощують як прянощі.

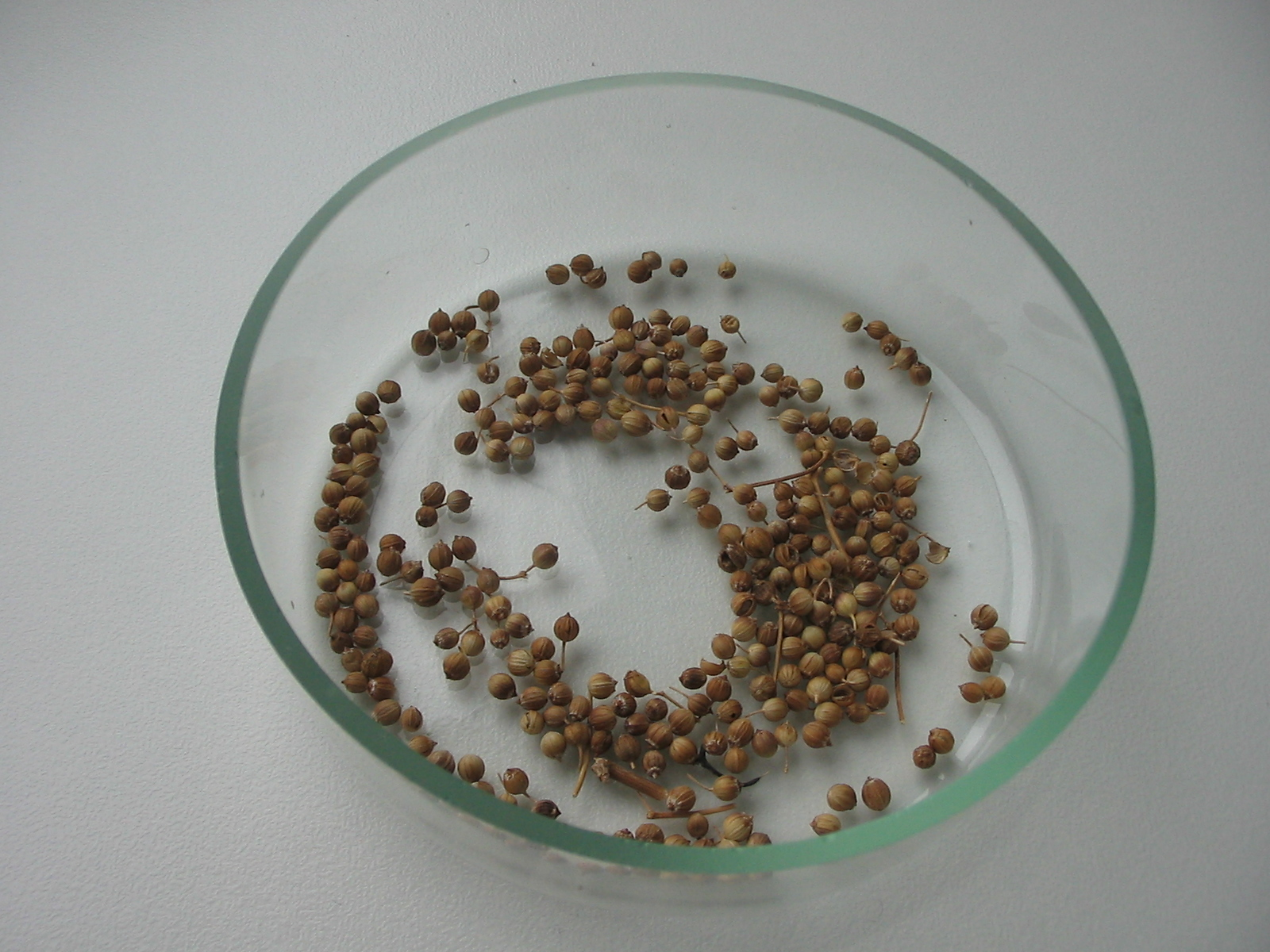
Насіння коляндри

Коріандр холодостійка рослина, насіння проростає при температурі 3-4°C, сходи витримують невеликі заморозки. Для рослини найкраще підходять чорноземи та легкі супіщані ґрунти.

## Використання
Ароматичні та смакові якості коріандру зумовлені наявністю в ньому ефірної олії, головним компонентом якої є ліналоол. Окрім цього, у ньому містяться цукор, білкові речовини, крохмаль, багато вітамінів: В, Р, С, каротину.
Дозрілі плоди коріандру використовують у медицині як антисептичний та протизапальний засіб. Настоянка коріандру прекрасно вгамовує спрагу, має заспокійливу дію на організм. Плоди коріандру також збуджують апетит, сприяють перетравленню їжі, мають відхаркувальну дію.
Здавна коріандр відомий як харчова рослина. Молода зелень — найпоширеніша приправа до їжі жителів Закавказзя. Її вживають у сирому вигляді, з бутербродами, додають у салати, супи, страви з м'яса, гарніри, деколи у поєднанні з іншими приправами — базиліком, орегано, цибулею та часником. Насіння коріандру використовують як прянощі у сушеному вигляді. Його додають до тушкованих страв з м'яса та дичини, у маринади, напої, використовують для соління томатів і огірків, квашення капусти тощо.
Ефірну олію використовують у парфумерії, а жир — у текстильній і поліграфічній промисловості.